# Stångebrói csata
A stångebrói csata – a lengyeleknél linköpingi csata (Bitwa pod Linköping) – III. Zsigmond és Södermandland hercege között 1598. szeptember 25-én vívott ütközet a Linköping melletti Stångebrónál.

## Előzmény
Zsigmond Lengyelország, Litvánia, és Svédország királya volt egyszerre, de Svédföldön módfelett népszerűtlen volt, egyebek közt azért, mert az országot Krakkóból irányította. Emellett katolikus királyként Svédországban is rekatolizációs tevékenységet folytatott, amiért nagybátyja, Karl Södermanland herceg fellázadt ellene, és sikerült a nemességet is maga mellé állítani.

## Az ütközet menete
Zsigmond kb. 12 ezer fős hadereje nemzetiségileg elég összetett volt. Jelentékeny részét lengyelek alkották, akik a lovasságban szolgáltak, összesen hat szakasz, Jan Weyher vezérlete alatt. Rajtuk kívül 1200 magyar gyalogos (hajdúk) is volt, vezetőik Bekes László (Bekes Gáspár erdélyi hadvezér fia) és Horváth Gáspár. A gyalogság másik része német zsoldosokból állt (elsősorban a lengyel hűbéres Porosz Hercegségből), ezek vezérei Peter Gottberg, Hildebrand Creuz. rajtuk kívül pedig skót zsoldosgyalogság is szolgált Zsigmond alatt. A partraszállás után még hozzá hű svédek csatlakoztak Zsigmondhoz, ők alkották a sereg közel egynegyedét.
Az ütközet fő csomópontja egy hídfő volt. A híddal szemben a balszárnyon poroszok, míg jobbra a magyarok álltak. A túloldalról a svéd lovasság intézett támadást az ellenséges gyalogság ellen, de a német zsoldosok muskétatüze visszaverte őket. A harc közben a lengyel-párti svédek visszakozni kezdtek, főleg amiatt, hogy honfitársaik ellen kénytelenek harcolni, ez pedig megingatta a német gyalogságot. A lengyel és a svéd tüzérség ráadásul olyan heves párbajt vívott, hogy a lengyel parancsnok, Weyher is megsebesült, amitől a gyalogság megkezdte a visszavonulást. Södermanland hercege ekkor lovasságával támadást indított a hídfő ellen, ahol elsöpörték a magyar hajdúkat és skót gyalogságot és elesett Bekes László is.
A vesztes csata után Zsigmond fegyverszünetet kért Södermanland hercegétől. Rövidesen Svédországban Zsigmond helyzete kilátástalan lett és zsoldosseregeit kénytelen volt kivonni az országból.

## Következmény
1599-ben a svédek trónfosztottá nyilvánították Zsigmondot. Egy évvel később, 1600-ban ezért a lengyelek megszállták és birtokukba vették a svéd fennhatóság alatt lévő Észak-Észtországot, megnyitva a svéd–lengyel háború második, 1611-ig tartó szakaszát. Ezt utóbb még újabb kemény harcok követték egészen a 18. századig.